# Grand Prix de Denain

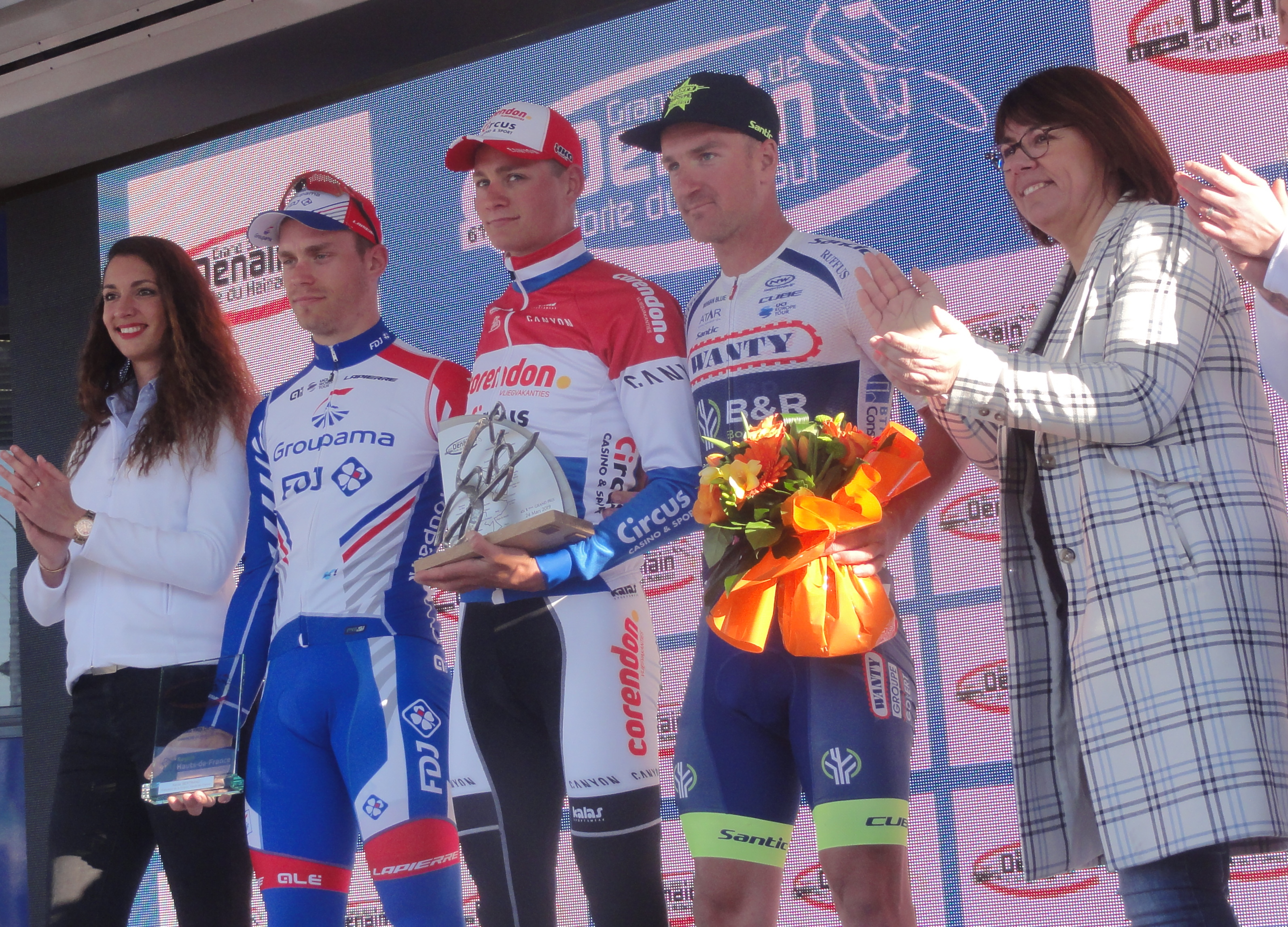
Il podio dell'edizione 2019

Il Grand Prix de Denain è una corsa in linea maschile di ciclismo su strada, che si corre nel territorio di Denain in Francia, ogni anno nel mese di aprile. Fa parte del calendario UCI ProSeries, come prova di classe 1.Pro.

## Storia
Inizialmente consisteva in un criterium corso nella città di Denain. Dal 2005 è stato classificato dall'UCI come gara in linea di categoria 1.1 ed inserito nel calendario dell'UCI Europe Tour e della Coppa di Francia; dal 2016 è passato alla categoria 1.HC.
Il corridore più vittorioso è il francese Jimmy Casper trionfatore nel 2005, 2006, 2009 e 2011.

## Albo d'oro
Aggiornato all'edizione 2025.
| Anno | Vincitore                             | Secondo                               | Terzo                                 |
| ---- | ------------------------------------- | ------------------------------------- | ------------------------------------- |
| 1959 | Seamus Elliott                        | Marcel Beckaert                       | Jean Stablinski                       |
| 1960 | Gabriel Borra                         | Louis Proost                          | Maurice Joosen                        |
| 1961 | Arthur De Cabooter                    | Roger Baens                           | Marcel Ongenae                        |
| 1962 | Julien Schepens                       | Willy Raes                            | Willy Truye                           |
| 1963 | Gustaaf De Smet                       | Édouard Delberghe                     | Benoni Beheyt                         |
| 1964 | Michael Wright                        | Frans Verbeeck                        | Bernard Van De Kerckhove              |
| 1965 | Ludo Janssens                         | Willy Van Den Eynde                   | Frans Verbeeck                        |
| 1966 | Herman Vrancken                       | Martin Van Den Bossche                | Constant Jongen                       |
| 1967 | José Samyn                            | Jacques Boudringhin                   | Eddy Van Audenaerde                   |
| 1968 | Jean Stablinski                       | Barry Hoban                           | Herman Decan                          |
| 1969 | Joseph Mathy                          | Daniel Van Ryckeghem                  | Fernand Hermie                        |
| 1970 | Christian Callens                     | Emile Bodart                          | José Catieau                          |
| 1971 | André Dierickx                        | Herman Vrijders                       | Frans Veerhaegen                      |
| 1972 | Gustaaf Van Roosbroeck                | Joseph Abelshausen                    | Rudy De Groote                        |
| 1973 | Marc Demeyer                          | Englebert Opdebeeck                   | Dirk Baert                            |
| 1974 | Willy Teirlinck                       | Jose De Cauwer                        | Eddy Verstraeten                      |
| 1975 | Roger Loysch                          | Joseph Abelshausen                    | André Dierickx                        |
| 1976 | Walter Planckaert                     | Robert Mintkiewicz                    | Erik Jacques                          |
| 1977 | Robert Mintkiewicz                    | Serge Vandaele                        | Frans Van Vlierberghe                 |
| 1978 | Frank Hoste                           | Jozef Jacobs                          | Gustaaf Van Roosbroeck                |
| 1979 | Jean-Philippe Pipart                  | Frits Pirard                          | Jos Alberts                           |
| 1980 | Leo Van Thielen                       | Jean-Philippe Pipart                  | Roger Verschaeve                      |
| 1981 | Ferdi Van Den Haute                   | Eric Van De Wiele                     | Dirk Baert                            |
| 1982 | Eddy Vanhaerens                       | Alain Desaever                        | Ronny Van Holen                       |
| 1983 | Paul Sherwen                          | William Tackaert                      | Didier Vanoverschelde                 |
| 1984 | Yves Godimus                          | Claude Criquielion                    | Willy Vigouroux                       |
| 1985 | Patrick Versluys                      | Jean-Louis Gauthier                   | Pierre Le Bigault                     |
| 1986 | Bruno Wojtinek                        | Johan Capiot                          | Christophe Lavainne                   |
| 1987 | Bruno Wojtinek                        | Eddy Planckaert                       | Jan Bogaert                           |
| 1988 | Pascal Poisson                        | Michel Vermote                        | Thierry Marie                         |
| 1989 | Edwig Van Hooydonck                   | Thierry Marie                         | Franck Boucanville                    |
| 1990 | Frédéric Moncassin                    | Peter Pieters                         | Paul Popp                             |
| 1991 | Frédéric Moncassin                    | Martin Schalkers                      | Thierry Laurent                       |
| 1992 | Edwig Van Hooydonck                   | Philippe Casado                       | Hervé Henriet                         |
| 1993 | Marcel Wüst                           | Johan Capiot                          | Michel Zanoli                         |
| 1994 | Jans Koerts                           | Lars Michaelsen                       | Brian Holm                            |
| 1995 | Jo Planckaert                         | Michel Zanoli                         | Thierry Gouvenou                      |
| 1996 | Ján Svorada                           | Michel Cornelisse                     | Emmanuel Magnien                      |
| 1997 | Ludo Dierckxsens                      | Henk Vogels                           | Stuart O'Grady                        |
| 1998 | Jaan Kirsipuu                         | Jeroen Blijlevens                     | Frédéric Moncassin                    |
| 1999 | Jeroen Blijlevens                     | Jaan Kirsipuu                         | Niko Eeckhout                         |
| 2000 | Endrio Leoni                          | Thor Hushovd                          | Leonardo Guidi                        |
| 2001 | Jaan Kirsipuu                         | Davide Casarotto                      | Frédéric Guesdon                      |
| 2002 | Alberto Vinale                        | Frédéric Finot                        | Damien Nazon                          |
| 2003 | Bert Roesems                          | Enrico Poitschke                      | Thomas Voeckler                       |
| 2004 | Thor Hushovd                          | Mark Scanlon                          | Nico Sijmens                          |
| 2005 | Jimmy Casper                          | Mark Renshaw                          | Lloyd Mondory                         |
| 2006 | Jimmy Casper                          | Nico Mattan                           | Hans Dekkers                          |
| 2007 | Sébastien Chavanel                    | Mark Renshaw                          | Eric Baumann                          |
| 2008 | Edvald Boasson Hagen                  | Jimmy Casper                          | Jimmy Engoulvent                      |
| 2009 | Jimmy Casper                          | Matthew Goss                          | Denis Flahaut                         |
| 2010 | Denis Flahaut                         | Florian Vachon                        | Enrico Rossi                          |
| 2011 | Jimmy Casper                          | Romain Feillu                         | Aidis Kruopis                         |
| 2012 | Juan José Haedo                       | Alex Rasmussen                        | Andrea Guardini                       |
| 2013 | Arnaud Démare                         | Bryan Coquard                         | Nacer Bouhanni                        |
| 2014 | Nacer Bouhanni                        | Matteo Pelucchi                       | Francesco Chicchi                     |
| 2015 | Nacer Bouhanni                        | Boris Vallée                          | Rudy Barbier                          |
| 2016 | Daniel McLay                          | Thomas Boudat                         | Kenny Dehaes                          |
| 2017 | Arnaud Démare                         | Nacer Bouhanni                        | Juan Sebastián Molano                 |
| 2018 | Kenny Dehaes                          | Hugo Hofstetter                       | Julien Duval                          |
| 2019 | Mathieu van der Poel                  | Marc Sarreau                          | Timothy Dupont                        |
| 2020 | annullata per la Pandemia di COVID-19 | annullata per la Pandemia di COVID-19 | annullata per la Pandemia di COVID-19 |
| 2021 | Jasper Philipsen                      | Jordi Meeus                           | Ben Swift                             |
| 2022 | Max Walscheid                         | Dries De Bondt                        | Adrien Petit                          |
| 2023 | Juan Sebastián Molano                 | Tim van Dijke                         | Timo Kielich                          |
| 2024 | Jannik Steimle                        | Cériel Desal                          | Dries Van Gestel                      |
| 2025 | Matthew Brennan                       | Gianni Vermeersch                     | Dries De Bondt                        |